# شفيق وراني
شفيق ن. وراني هو أستاذ متميز للدراسات الإسلامية في معهد الدراسات الإسلامية بجامعة تورنتو. بعد حصوله على درجة الماجستير في الدراسات الإسلامية من جامعة ماكجيل والدكتوراه من جامعة هارفارد، عمل أيضًا كعضو هيئة تدريس في جامعة هارفارد وجامعة زايد.
وقد فاز بالعديد من الجوائز الدولية، مثل جائزة أطروحة عام 2001 من مؤسسة الدراسات الإيرانية، وجائزة الكتاب من جمعية الصداقة البريطانية الكويتية عام 2008 (عن كتابه الإسماعيليون في العصور الوسطى)، وجائزة الفارابي الدولية (التي تمنحها وزارة العلوم الإيرانية سنويًا).
في عام 2014، منحت الأكاديمية الأمريكية للدين وراني جائزة التميز في التدريس.

## المنشورات
- Virani، Shafique N. (2007). The Ismailis in the Middle Ages: A History of Survival, a Search for Salvation. New York: Oxford University Press. DOI:10.1093/acprof:oso/9780195311730.001.0001. ISBN:9780195311730.

## روابط خارجية
- موقع Academia.edu
- الموقع الشخصي